# Porto do Açu
Porto do Açu is een industrieel havenproject ontwikkeld door het bedrijf Prumo Logística. De focus ligt op infrastructuuroplossingen voor de olie- en gassector. Het is ontworpen en gebouwd door de EBX Group, gecontroleerd door de Braziliaanse ondernemer Eike Batista, die nu een minderheidsbelang heeft in de onderneming. Porto do Açu verscheepte zijn eerste lading, ijzererts, in oktober 2014.
Naast ijzererts verwerkt de haven aardolie, bauxiet, cokes en kolen.
Porto do Açu ligt in de gemeente São João da Barra, ten noorden van de staat Rio de Janeiro, meer bepaald in de wijk Açu. De locatie is strategisch voor de olie- industrie, aangezien het dicht bij de bekkens van Campos en Espírito Santo ligt.

## Infrastructuur
Met een oppervlakte van 90 km², wat neerkomt op ongeveer 20% van het gehele grondgebied van de gemeente São João da Barra, zal de haven dienen als een aanjager van de ontwikkeling van de regio, aangezien het een reeks industrieën aantrekt door logistieke faciliteiten en synergieën tussen de reeds geïnstalleerde en de nog geplande projecten.
Porto do Açu heeft twee terminals (T1 - onshore en T2 - offshore) en 17 km dokken, die plaats bieden aan maximaal 47 schepen.

## Kritiek
Er is kritiek op het dossier: corruptie, de opgelegde onteigeningen, en het feit dat de haven voor fossiele brandstoffen gebruikt wordt.